# Linum subteres
Linum subteres là một loài thực vật có hoa trong họ Linaceae. Loài này được (Trel.) H.J.P. Winkl. mô tả khoa học đầu tiên năm 1931.